# Herbert Thomas
Herbert Thomas (* 11. Januar 1915; † nach 1952) war ein deutscher Fußballspieler, der für die SG Gera-Süd bzw. BSG Motor Gera zwischen 1949 und 1952 Erstligafußball bestritt.

## Sportliche Laufbahn
Der 28. August 1949 war für die SG Gera-Süd der Höhepunkt der Fußballsaison 1948/49. Nach dem Gewinn des Thüringer Fußballpokals hatte sie sich für den ersten Wettbewerb um den ostdeutschen FDGB-Fußballpokal qualifiziert. Obwohl in der Thüringer Meisterschaft unter ihrem bisherigen Namen SG Gera-Pforten nur Fünfter geworden, kamen die Geraer im FDGB-Pokal bis in das Endspiel. Am genannten Tag trafen sie auf Waggonbau Dessau, verloren jedoch mit 0:1. Mit von der Partie auf Geraer Seite war der 34-jährige Herbert Thomas, der als rechter Außenstürmer aufgestellt worden war.
Mit der Pokalfinal-Teilnahme erhielt Gera-Süd das Startrecht für die neu geschaffene Zonenliga (später DS-Oberliga, DDR-Oberliga), die im September 1949 in ihre erste Saison zur Ermittlung des ostdeutschen Fußballmeisters ging. Thomas gehörte mit zum Aufgebot der SG Gera-Süd und kam auch bereits im ersten Punktspiel zum Einsatz. Bis zum Oktober hinein erweckte er den Anschein, als könnte er sich als Stammspieler etablieren, danach aber riss seine Serie von fünf Punktspieleinsätzen ab. Erst im Januar 1950 bestritt er noch ein weiteres Punktspiel. Es dauert zwei Jahre, ehe Thomas wieder für die Geraer in der ersten Liga, jetzt DS-Oberliga, antrat. Als sich die inzwischen als BSG Motor Gera antretende Mannschaft nach dem viertletzten Punktspiel der Saison 1951/52 noch in akuter Abstiegsgefahr befand, reaktivierte Trainer Büchner neben dem fast 36-jährigen Kurt Golde auch den 37-jährigen Herbert Thomas, der in den letzten drei Punktspielen mithalf, für Gera den Klassenerhalt zu sichern. Danach trat Thomas endgültig vom aktiven Fußballsport zurück.